# シドニー行き714便
『シドニー行き714便』（シドニーいき714びん、フランス語: Vol 714 pour Sydney）は、ベルギーの漫画家エルジェによる漫画（バンド・デシネ）、タンタンの冒険シリーズの22作目である。ベルギーのタンタン・マガジンで1966年9月から1967年11月まで週刊連載された。タイトルはタンタンと彼の友達が乗り損ねたフライトの便名に由来しており、宿敵ラスタポプロスによる風変りな億万長者の誘拐にタンタン達が巻き込まれ、最新型自家用機からソンドネシアの島まで連れ去られる展開から物語が始まる。
エルジェは前作『カスタフィオーレ夫人の宝石』の完結から4年後に今作の執筆を始めた。この時エルジェはタンタンシリーズの執筆にどんどん興味が持てなくなっており、この頃に彼を魅了していた超常現象を話の題材に取り入れることにした。タンタン・マガジンで連載された後、カステルマンによって1968年に書籍が発刊された。『シドニー行き714便』に対しての書評はネガティヴなものが混ざっており、批評は主に敵対組織の笑劇部分、主人公たちの無学、そして主だった謎が未解決のままだということに焦点があてられている。エルジェは次作『タンタンとピカロたち』を執筆しており、シリーズ全体がバンド・デシネと代表する作品になった。今作は1991年にネルバナとEllipseが手掛けたアニメシリーズの中の一作としてアニメ化もされた。

## あらすじ
『月世界探検』での活躍によって招かれたシドニーでの国際宇宙会議へ向かうため、タンタンとその愛犬スノーウィ、友達のハドック船長とビーカー教授は、ロンドン発シドニー行きのカンタス航空714便に乗り込む。
燃料補給のために立ち寄ったジャカルタにて、一行は『紅海のサメ』の事件で出会ったチェッと再会する。チェッは現在、風変わりな億万長者カレイダスの自家用機の機長をやっていた。カレイダスも同じ会議に招かれており、タンタン達はカレイダスの自家用機カレイダス160で一緒に行くことになり、その自家用機にはチェッ、副機長のハンス、ナビゲーターのパオロ、客室乗務員のジーノらが乗り込んでいた。だがカレイダスの秘書のスパルディング、ハンス、パオロが突如として機をハイジャックし、カリブ海に面する火山近くの島に着陸準備を始める。機は乱暴に着陸すると、降りる際にスノーウィはタンタンの腕から離れ、銃撃の中ジャングルの奥深くへ逃げて行った。ラスタポプロスが登場して今回の計画を明かすとともに、ハドック船長の元右腕で、現在はラスタポプロスの部下であるアランや今回のために雇われたソンドネシア人が配下に就いていた。
タンタン、ハドック、ビーカー、チェッ、ジーノは両手を縛られ、第二次世界大戦のさなかに日本人が使っていた援兵豪に連れられる。カレイダスは別の豪に連れられ、ドクター・クロルスペルはカレイダスに自白剤を注射、彼のスイス銀行の口座番号を聞き出そうとするが、カレイダスの口から出てきたのは彼がこれまでの人生でおこなった悪行の自白だった。カレイダスはそれらを事細かにしゃべりだすが、口座番号については口を割らず、怒ったラスタポプロスがドクターを叩くと、注射針がラスタポプロスの腕に刺さった。するとラスタポプロスとカレイダスの間でこれまでに行った悪行の中でどちらが酷いかを競いだし始め、その中でラスタポプロスは今回のために雇ったスパルディング、パイロットたち、ソンドネシア人、ドクター全員を口座番号が聞き出せた後に始末するつもりだったと打ち明ける。
スノーウィがタンタン達を助けると、タンタン達はカレイダスが囚われている豪を見つける。タンタンとハドックがラスタポプロス、カレイダス、ドクターの両手を縛り上げ、猿ぐつわをかませると、ラスタポプロスを人質にその他の敵達がいるところまで案内させる。だが自白剤の効果が切れたラスタポプロスは逃げ出してしまう。先ほどの告白を聞いてしまったドクターはタンタン達と同行することを決め、襲ってきたアランやソンドネシア人から逃げるタンタンはテレパシーの声によって導かれ、同行者達を洞窟に案内する。そこでタンタン達は火山の中に神殿が隠れていることを発見する。そこは宇宙飛行士のような見た目の古代の像で入口が守られていた。中に入ったタンタン達はビーカーと再会し、そこでサイエンティストのミックと出会う。テレパシーの声はミックによるものであり、地球外の物質で作られた送信機を使っていた。ラスタポプロスと部下たちが引き起こした爆発のせいで火山の噴火が始まり、タンタン達は火口まで案内され、ラスタポプロス達はカレイダスの自家用機にあった救命ボートで脱出する・
ミックはタンタン達を催眠にかけると、空飛ぶ円盤に搭乗させた。自分の病院へ戻るように仕向けられたドクター以外の全員に対し、ラスタポプロスが乗っている救命ボートに乗るように指示すると、代わってラスタポプロス達は地球外生命体に連れていかれる。タンタン達は一連の出来事を思い出せないように施されており、一体何が起きたのか全く分からないまま発見された。しかしビーカー教授は洞窟で不思議な棒を見つけており、それはコバルト、鉄、ニッケルで出来ていた。だがこのコバルトは地球に存在しておらず、これだけが彼らの体験を実証する唯一の証拠となった。なおスノーウィのみが一連の出来事を覚えていたが、話すことは出来なかった。救出された後、タンタン達はシドニーに向かうカンタス航空で一連の出来事についてインタビューを受けて物語は終わる。。

## 歴史

### 執筆背景
エルジェは前作『カスタフィオーレ夫人の宝石』の完結から4年後に『シドニー行き714便』の制作にとりかかった。エルジェの『タンタン』シリーズへの熱意はこの時点で失せており、代わりに彼の主な興味は抽象絵画に移っており、それはペインターとしてもコレクターとしても同じだった。エルジェは物語のタイトルを最初『スペシャル・フライト・フォー・アデレード』にする予定だったが現行のタイトルになった
。物語にとりかかっている最中、エルジェは英語翻訳家のマイケル・ターナーに「タンタンへの興味がなくなった、彼を見るのが耐えられない」と漏らしている。
『シドニー行き714便』でエルジェは『戻ろうと思わなくても、そこに戻らざるをえない』ような意欲を掻き立てる題材を探しており、「ほかに居住者のいる惑星はあるのか？そしてそれを知っている内通者がいるのか？」という二つの質問に対しての答えを求めた。エルジェの長年の興味の対象であった超常現象を物語に取り入れることはタンタンへの熱意を失っていたエルジェにとって興味を沸かせる方法でもあった。ロバート・シャロルーの Le Livre des Secrets Trahisから影響を受けており、本には先史時代において異星人は人類に影響を与えてきたということが説明されていた。ミクのキャラクターは超常現象についてのライターであるジャッカス・バーギアがベースになっている。ジャッカスはモデルになったことを喜んでいた。エズダニトフという苗字は「凄いと思わないか？」という意味のブリュッセルの方言がもとになっている。物語の最後で主人公一行にインタビューするテレビ司会者のヴィジュアルは『タンタン』シリーズのファンであるジーン・トールがモデルになっており、ジーンは物語の中でハドック船長と握手できないか？とエルジェに要望していた人物でもあった。

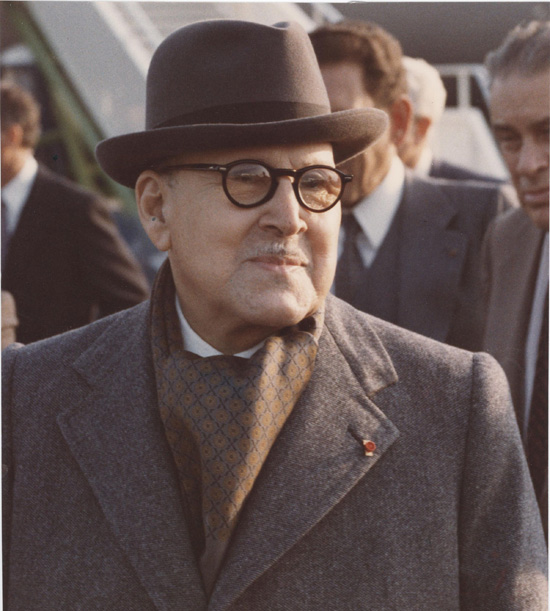
マルセル・ダッソーはカレイダスのモデルになった。

宿敵ラスタポプロスは『紅海のサメ』以来の登場。Numa Sadoulとのインタビューの中でエルジェはラスタポプロスの本質が変化していったことを挙げ、「物語を制作していく中で、ラスタポプロスやアランが言ったことややったことは哀れだなと気づいたのです。私はラスタポプロスに豪華なカウボーイといった趣の特別な衣装を着せた後にそれに気づいてしまった。彼はなんともグロテスクな姿で私の前に現れて、もはや私の関心をとらえなくなってしまった。悪役たちの正体は物語の終わりで馬鹿らしく哀れな姿をさらけ出したことで明らかにされました。こうやって物語は進展していくんです。」と言った。そのほかには『紅海のサメ』に登場したエストニア人のパイロット、チェッが再登場しており、物語の一番最後ではテレビを見ているランピョンが描写されている。
エルジェは物語の中でマルセル・ダッソーをモデルにした新たなキャラクター、カレイダスを登場させた。インタビューの中で「カレイダスについてはただ良い人か悪い人かということからは離れています。カレイダスは物語の中では基本的に良い人だと思いますけど。彼が人間的に優れているかどうかはこの際関係ありません。彼は生来の詐欺師です。ラスタポプロスとのやり取りを見てください、自白剤の効果もあって、彼らはどちらが悪いことをしてきたかを競っています。 [中略] これは小さい子供たちへのいい見本になると思っています、リッチで尊敬されるような、チャリティーに多額な寄付をするような人だからといって、悪党の面は持ち合わせているんだよ、というね。」。カレイダスの秘書のスパルディングは「英国の公立学校にいそうで、家庭内で浮いている（黒い羊）ような人をイメージして作ったとサンデー・タイムズとの1968年のインタビューで語っている。ドクター・クロルスペルについてはナチスのキャンプで働いていたことがあるとされていて、第二次世界大戦の際にヨーロッパから逃げて、ニューデリーに拠点を置き、自分のメディカル・クリニックを開設したという設定がある。
エルジェが『シドニー行き714便』の基本的な部分を描いた後は、スタジオ・エルジェの彼のアシスタントが仕上げを担当。中でもボブ・デ・ムーアは最終的な仕上がりに大きく関与しており、背景の細かな描写や色の指定などは彼によるもの。火山爆発のシーンはエルジェがコレクションしていた写真の中からエトナ火山とキラウエア火山の爆発写真を利用して描かれた。このコレクションの中からは空飛ぶ円盤の写真も利用されている。後年、エルジェは空飛ぶ円盤をあまりに直接的に描いた事に対して後悔していたが、それ無しで彼がどうこの物語を終わらせようとしていたかについては不明である。